# Consommation d'alcool chez les jeunes
 (janvier 2024).
Cet article traite de différents aspects de la consommation d'alcool chez les jeunes en France[Information douteuse].
Sur la base de certaines études, force est de constater que s’il y a une baisse de la consommation globale d'alcool chez les jeunes en France[Information douteuse], on constate l'augmentation de la « consommation importante durant une même occasion » (appelée parfois binge drinking). L'influence des parents s’avère importante et le contrôle parental intervient avec succès dans la prévention des consommations à risque. Le rôle des pairs reste toutefois essentiel dans les trajectoires de consommation des jeunes.

## Histoire
La consommation d'alcool pour les enfants a longtemps été banalisée. Après une expérience lancée au printemps à Montgeron (Essonne), ce n'est qu'en août 1956 que le ministère de l’Éducation nationale édicte une circulaire interdisant de servir toute boisson alcoolisée dans les écoles aux enfants de moins de 14 ans, la distribution à partir de cet âge étant soumise à accord parental pour les « boissons ne titrant pas plus de trois degrés d'alcool », par exemple selon la circulaire « pas plus d'un huitième de litre » de vin coupé d'eau par élève. Cette mesure fait suite à l'initiative précurseure de Pierre Mendès France qui en novembre 1954 crée le Haut Comité d'étude et d'information sur l'alcoolisme et instaure la distribution d'un verre de lait et d'un morceau de sucre à l'heure de la récréation dans toutes les écoles. Toutefois, ce n'est que par la circulaire du 3 septembre 1981 que toute boisson alcoolisée est bannie pour les lycéens.

## Description de la consommation d’alcool chez les jeunes
Quand on parle de consommation juvénile, il s’agit  essentiellement de consommation excessive de fin de semaine. La consommation d’alcool des jeunes Français reste dans la moyenne européenne (la France est au 15e rang). La France est 9e pour l'usage récent d'alcool et 12e pour les API (Alcoolisation Ponctuelle Importante, soit 5 verres ou plus en une même occasion) sur 33 pays européens en 2011,, une ivresse précoce est un facteur à un comportement à risque, mais pas l’initiation précoce à l'alcool.
Une diminution de leur consommation globale d’alcool est observée, mais il y a une augmentation des ivresses occasionnelles depuis 2003.
À l'adolescence, les comportements de consommation sont beaucoup moins fixés qu'à l'âge adulte. Si la consommation augmente sensiblement avec l’âge durant l’adolescence, les jeunes réduisent souvent leur consommation quand ils commencent à assumer leur rôle d’adulte.
L’âge moyen de la première consommation est de 13,3 ans pour les garçons et 13,5 ans pour les filles en 2006. Selon les derniers résultats de l’enquête Ireb, il y aurait un abaissement de l’âge moyen de la première consommation en 2001. L'âge de la première ivresse est de 19 ans en moyenne (18,4 pour les hommes et 20,1 pour les femmes) en 2010. Ces résultats sont comparables à ceux de 2005.
Pour les trois quarts des pays de l’enquête ESPAD 2011 (jeunes de 15-16 ans dans 36 pays européens) (Hibell et al., 2012), moins de la moitié des étudiants ont déclaré avoir déjà consommé un verre d’alcool à l’âge de 13 ans ou plus jeune, le plus souvent de la bière (44 %), suivi par le vin (38 %). Le pays où il y a une plus grande proportion d’étudiants ayant déjà bu de l’alcool à l’âge de 13 ans ou moins est la Lettonie (79 %), suivie par l’Estonie (76 %). À l’inverse, c’est dans les pays nordiques que ce chiffre est plus faible, par exemple en Islande (20 %) et en Norvège (29 %).
Pour les jeunes Français de 11, 13 et 15 ans en 2010 (enquête HBSC 2012), le champagne  est consommé par 35,2 % des élèves de sixième et 45,2 % des élèves de cinquième. Les autres alcools apparaissent nettement moins consommés par les plus jeunes. C’est à partir de la quatrième que la consommation de bière, d’alcools forts ou de prémix augmente fortement. Ainsi le champagne et le cidre restent les deux types de boissons le plus consommées tout au long du collège. Les jeunes européens de 15-16 ans d’après ESPAD 2011 (jeunes de 15-16 ans dans 36 pays européens) (Hibell et al., 2012), montrent une nette préférence pour la bière, suivie par le vin et les spiritueux. Durant l’adolescence, bière et spiritueux augmentent progressivement chez les garçons pour devenir à l’âge de 18 ans les boissons les plus consommées. Chez les filles, seule la consommation de spiritueux augmente pour devenir à 18 ans, la première boisson consommée. Le vin est la troisième boisson la plus consommée à 18 ans. En France, le champagne est la boisson occasionnelle par excellence.
La plupart des adolescents boivent pour des raisons sociales (motifs positifs externes - boire pour obtenir des faveurs sociales) ou pour des raisons de mise en valeur (motifs positifs internes - boire pour augmenter le bien-être ou l’humeur) dans le sens festif du terme (jouir pleinement de la situation) (Kuntsche et al., 2005).
D’après le Baromètre santé 2005 (Les Baromètres santé de l'Inpes (Institut National de Prévention et d'Éducation pour la santé) sont des enquêtes faites tous les 5 ans sur une population générale française ; celle de 2005 porte sur un échantillon de 30 000 personnes de 12 à 75 ans), les jeunes Français de 20-25 ans boivent le plus souvent le samedi où le nombre moyen de verres d’alcool consommés est de 4,5 verres.
Une étude américaine qui analyse la dernière occasion de boire montre que la majorité des 12-20 ans (53 %) ont bu au domicile d’un ami et que 30 % d’entre eux ont bu chez eux, confirmant ainsi qu’il existe deux environnements majeurs de consommation pour les adolescents : la famille et les amis. Reste que, selon l’enquête ESPAD 2007 (jeunes de 15-16 ans dans 36 pays européens), d’importantes différences existent entre les pays. Ainsi, les Français sont moins enclins à boire dans les bars, pubs ou discothèques (8 %) que les Autrichiens (36 %), Tchèques (35 %), Italiens (36 %), Portugais (31 %) ou Grecs (26 %). Ils sont aussi moins enclins (9 %) à boire dans la rue (parc ou plage) que les Russes (33 %), Polonais (30 %) ou Finlandais (25 %) (Hibell et al., 2009).
Les jeunes élèves français de 15 ans ne se trouvent pas parmi ceux qui boivent le plus de manière hebdomadaire (24e/38) (Godeau et al., 2012). Ce sont les Grecs et les Tchèques qui sont en tête du classement, avec près de 4 élèves sur 10 concernés en 2010.

## Des facteurs qui influent la consommation

### Les parents
L'influence des parents est particulièrement importante lors de la phase d'initiation et en France, les adolescents ont leur premier contact avec l'alcool très jeunes et généralement en famille. L'environnement familial est aussi un facteur prédictif important de la consommation d'alcool des jeunes. Une autorité expliquée à l'adolescent serait le meilleur moyen de prévenir des modes de consommation excessifs ou des comportements dangereux ultérieurs.
Clark et al. (2005) mettent en évidence les problèmes que rencontrent les adolescents qui ne bénéficient pas de contrôle parental. En effet, ils démontrent que les adolescents sans contrôle parental ont une probabilité plus grande de boire à toutes les occasions et développent plus facilement des problèmes liés à l'alcool. Parmi les adolescents sans problèmes liés à l'alcool au début de l'étude, ceux qui n'ont pas de contrôle parental, ont une probabilité plus élevée d'en développer lors de la première année de suivi. Plusieurs études montrent également qu'un parent ayant une attitude permissive avec ses enfants peut directement influencer les processus de contrôle et indirectement influencer la consommation et l'abus d'alcool de sa progéniture (,,). De plus, mettant encore en avant le rôle du contrôle parental, une étude de Susanne E. Tanski et al. (2010) faite sur des préadolescents, montre que 2,9 % des enfants qui déclaraient que leurs parents leur interdisaient de regarder les films « R »(pour "Restricted", c’est-à-dire interdits aux moins de 17 ans non accompagnés) se sont initiés à l’alcool treize mois après le début de l’étude, contre 12,5 % de ceux qui regardaient de temps en temps ce type de films, 18,8 % parfois et 24,4 % tout le temps. En France, il existe une relation inverse entre le contrôle parental et la consommation de tabac, d'alcool et de cannabis chez les adolescents; c'est-à-dire que les adolescents qui sont le plus contrôlés par les parents sont ceux qui boivent ou fument le moins. L'impact du contrôle parental est plus grand chez les filles que chez les garçons.
La communication parents-enfant est également importante comme le montre l’étude de Spijkerman et al. (2008). Les résultats de cette étude suggèrent que certaines pratiques parentales liées à l'alcool semblent être plus efficaces dans la prévention de la consommation d'alcool, du binge drinking et des problèmes liés à l'alcool des adolescents que les autres pratiques parentales. Imposer des règles liées à l'alcool et avoir des conversations constructives à propos de l'alcool peuvent contribuer à la prévention des modes de consommation excessifs. De plus, la consommation parentale et la disponibilité de l'alcool semblent augmenter le risque de développer des modes de consommation excessifs et des problèmes liés à la consommation d'alcool parmi les plus jeunes.

### Les amis
Les amis ou les pairs jouent un rôle dans la consommation des jeunes. Ainsi, la présence d’amis ou de pairs, les sécurise et les encourage à adopter des modes de consommation risqués pour leur santé (Freyssinet-Dominjon et Wagner, 2004). Bot et al. 2005 et Teunissen et al. 2012, rendent compte de l'importance des modes de consommation des meilleurs amis sur le mode de consommation des jeunes âgés de 12 à 14 ans.
Mais cette relation est bien plus complexe qu’il n’y paraît, et le jeune n’est pas seulement « victime » de la consommation des pairs. Ainsi une étude américaine sur trois ans montre que les niveaux initiaux d'alcoolisation des pairs sont liés aux changements dans l'alcoolisation des adolescents et que l'alcoolisation initiale des adolescents est également liée aux changements dans l'alcoolisation des pairs. La relation serait donc bidirectionnelle et les résultats sont similaires selon les groupes ethniques. Une autre étude américaine  sur 213 adolescents de 12-15 ans et 219 de 18-22 ans confirme que pour chaque sexe, chaque groupe d'âge et chaque substance (alcool, tabac et marijuana), l'usage de substances des pairs est fortement lié au propre usage de l'adolescent. Les mécanismes de cette relation sont multiples. Wood et al. (2004) mettent en évidence que les influences actives (offre d'alcool) et passives (perception des normes, modèle social) des pairs sont uniquement associées à la consommation excessive ponctuelle et à des conséquences négatives liées à l'alcool. Les influences parentales tendent à modérer cette influence des pairs. Les très jeunes adolescents (10-12 ans) sont plus facilement influençables par la consommation des pairs. La consommation d’un seul pair peut déjà influencer la consommation du jeune adolescent.

### Les normes
Les normes de consommation sont différentes selon l'environnement. Ainsi, les filles ont-elles tendance à boire de la même manière en famille et entre amis alors que les garçons auront tendance à pratiquer des modes de consommation plus excessifs entre amis qu'en famille (Freyssinet-Dominjon et Wagner, 2004).
La perception des normes de consommation des jeunes est souvent erronée et entraîne une plus grande consommation individuelle. L'hypothèse la plus avancée reste la dissonance cognitive, à savoir garder les comportements et les croyances qui sont conformes à son propre comportement. La propre consommation d'un adolescent est en corrélation avec ses perceptions liées à son groupe d'amis le plus proche.

### La culture
L'origine culturelle est un facteur important et l'enquête HBSC (Health Behaviour in School-aged Children, enquête sur des jeunes de 11 à 15 ans) (Godeau et al., 2008) a découpé l'Europe en quatre grandes parties selon les cultures : pays méditerranéens, pays nordiques, Europe de l'Est et Europe de l'Ouest.
La religion joue un rôle également dans le comportement de consommation. Si les pays catholiques et orthodoxes retrouvent des symboles religieux dans le vin, les jeunes musulmans ne transgressent pas facilement l'interdit de l'alcool prôné par leur religion.
Il existerait aussi une relation entre le niveau d’éducation et les problèmes de consommation. En effet d’après Latvala et al. (2011), un bas niveau d’éducation serait lié à des problèmes de consommation chez les jeunes adultes. Ce niveau d’éducation atténue l’importance de la génétique et de l’environnement sur les problèmes de consommation d’alcool.
D’après l’enquête HBSC 2010, parmi les collégiens la consommation d’alcool et les ivresses restent plus communes chez les jeunes en difficulté scolaire (Godeau et al., 2012). Cependant cette consommation est moindre parmi les jeunes scolarisés dans les établissements en ZEP. L’hypothèse culturelle est mise en avant pour expliquer cette différence. De plus, contrairement à ce qui avait été observé dans l’enquête HBSC 2006, l’usage d’alcool n’est pas plus répandu dans les milieux aisés que dans les milieux populaires pour les élèves de 15 ans.
Il existe cependant un gradient social des parents. Si celui-ci est élevé[pas clair], leur adolescent est plus souvent expérimentateur et buveur d'alcool. À l'inverse les adolescents avec des parents faisant partie de la partie basse du gradient social, sont plus souvent « binge drinkers ».

## Conséquences sanitaires
Le binge drinking (défini comme une consommation de plus de cinq verres en deux heures chez l’homme et comme une consommation de plus de quatre verres en deux heures chez la femme) peut augmenter la toxicité de l’alcool. En effet, ce mode de consommation entraîne une augmentation de la perméabilité de l’intestin qui permet le passage des toxines du tube digestif vers le foie par la veine porte. Ce phénomène sensibilise les cellules responsables de l’inflammation hépatique (cellule de Kupffer) ce qui entraîne la fibrose.
Mais même à des doses modérées d’alcool pendant l’adolescence, des altérations se produisent au niveau de la dopamine dans le noyau accumbens pendant l’adolescence et le début de l’âge adulte. Ces données indiquent que le cerveau de l’adolescent est sensible à l’impact d’une exposition à un stade précoce d’alcool, durant la période critique du développement.
Une étude américaine indique qu'une consommation excessive épisodique à l'adolescence a des conséquences sanitaires à long terme à l'âge jeune adulte. De plus, des modes de consommation excessive épisodique distincts ont des conséquences différentes. S'engager tardivement dans ce type de consommation au lycée a certaines conséquences à l'âge de 24 ans mais une consommation excessive épisodique chronique durant l'adolescence est particulièrement nuisible à la santé des jeunes adultes et aux comportements liés à la santé.
Il a été démontré dans une étude américaine, menée sur des cerveaux adolescents de singes macaques, l’effet délétère durable du binge drinking sur la neurogenèse hippocampique au stade adolescent. En effet, les chercheurs ont mis en évidence chez les singes en hyperalcoolisation, une diminution significative de la croissance cellulaire dans une zone spécifique de l’hippocampe (zone sous-granulaire du gyrus), et une réduction des neurones immatures par rapport au groupe témoin. Les altérations de la neurogénése par l’alcool pourraient précéder la neurodégénérescence et les atteintes hippocampiques associées à l’alcoolisme de l’âge adulte. L’alcool interviendrait au niveau de la division et de la migration des progéniteurs préneuronaux hippocampiques.
Chez l’Homme, Prada et al. (2011) montrent les effets du binge drinking chez les adolescents sur leur mémoire et apprentissage. D’après Squeglia et al. (2011), le cerveau des filles serait plus atteint par les « beuveries » que celui des garçons car le développement cérébral féminin possède un ou deux ans d’avance sur celui des garçons. Au même âge, les dommages sont donc plus graves. Autre facteur, les différences hormonales entre les deux sexes avec, chez la femme, un métabolisme plus lent ainsi qu’un indice de masse graisseuse supérieur et un poids en moyenne inférieur. Cette étude montre aussi que chez les jeunes, les risques pour les fonctions cognitives du cerveau perdurent longtemps après les consommations excessives.

## Moyens d'intervention

### Les interventions individuelles
Les interventions brèves visant à la réduction de la consommation d’alcool chez les jeunes sont aujourd’hui recommandées par les autorités sanitaires.
Selon une étude de Mallett K.A. et al. (2010), les résultats suggèrent que la combinaison d’une intervention brève des parents, et un entretien motivationnel délivré par l’un de leur pair, est une bonne méthode pour réduire la consommation d’alcool et les conséquences chez les individus qui ont été initiés tôt à l’adolescence. De plus dans une autre étude de Schwinn T.M. et al. (2010) portée sur l’intervention, il est démontré que six ans après l’intervention initiale, les jeunes qui ont reçu les connaissances, le programme de prévention, ont réduit leur consommation d’alcool et diminué leur taux de comportement à risque. Deappen J.B. et al. (2010) montrent qu’une intervention brève, basée sur un entretien motivationnel (BMI : Brief Motivational Intervention) de 20 minutes avec des jeunes militaires entraînait une baisse de 20 % de leur consommation d’alcool. L’intervention brève motivationnelle réduit la consommation des grands buveurs, particulièrement parmi ceux qui ont expérimenté les conséquences négatives de l’alcool. Aucun effet préventif n’est détecté chez les non buveurs après cette intervention. Le bref entretien motivationnel est une option préventive convaincante chez les jeunes grands consommateurs.
Pour une étude québécoise, il faudrait faire valoir que le fait de limiter sa consommation d’alcool permet d’éviter la déprime  mais recommande aussi un soutien psychosocial et une intervention clinique.

### Les politiques publiques
Plusieurs politiques en matière d’alcool pour la prévention des jeunes essayent de se mettre en place. Comme récemment en France en 2009, l’interdiction de vente d’alcool aux jeunes de moins de 18 ans. Plusieurs études montrent que la stratégie de l’augmentation du prix de l’alcool aurait un effet sur la consommation d’alcool des jeunes en la diminuant avec une sensibilité moins forte chez les femmes. Une autre étude a testé différents scénarios de taxation de l’alcool dans la prévention du binge drinking en Allemagne. Il apparaît que l’augmentation de la taxe diminue la consommation d’alcool des jeunes. Ainsi la taxation pourrait servir de prévention dans ce domaine. D’après une méta-analyse d’une douzaine d’études, augmenter les taxes/prix serait une des mesures les plus efficaces pour réduire les dommages causés par l’alcool dans les pays développés et en voie de développement.